# Amblytelus brevis
Amblytelus brevis é uma espécie de inseto coleóptero adéfago pertencente à família dos carabídeos, que inclui, entre seus grupos, os besouros-bombardeiros. Esta espécie, assim como outros representantes de Amblytelus, se encontra classificada dentro da subfamília Psydrinae, sendo um dos principais membros da subtribo Amblytelina, tribo Moriomorphini.
Esta espécie seria descrita originalmente no ano de 1892, pelo entomólogo australiano Thomas Blackburn, em um estudo sobre coleópteros australianos adicionado de novas descrições dos representantes do gênero com distribuição geográfica no continente australiano.